# 乔尔·米尔本
乔尔·米尔本（英語：Joel Milburn，1986年3月17日—），澳大利亚男子田径运动员，主攻短跑。他曾代表澳大利亚参加2010年英联邦运动会田径比赛，获得男子4×400米接力金牌。